# Jason Taylor
Jason Paul Taylor (Pittsburgh, 1º settembre 1974) è un ex giocatore di football americano statunitense che ha militato nel ruolo di linebacker la maggior parte della carriera nei Miami Dolphins della National Football League (NFL). I suoi 47 fumble forzati in carriera sono il record di tutti i tempi della lega. Nel 2017 è stato introdotto nella Pro Football Hall of Fame.

## Carriera universitaria
Taylor al college giocò con gli Akron Zips, squadra rappresentativa dell'università di Akron. In tre anni come titolare fece registrare 279 tackle, 21 sack, 7 fumble recuperati e 3 intercetti.

## Carriera professionistica

### Miami Dolphins
Nel draft NFL 1997, Taylor fu selezionato come 73ª scelta dai Miami Dolphins. Debuttò come professionista il 31 agosto 1997 contro gli Indianapolis Colts indossando la maglia numero 99, imponendosi come titolare già nella sua stagione da rookie, terminata con 5 sack e 2 fumble forzati. L'anno successivo salì a nove sack e deviò sei passaggi. Nel 1999 fece registrare il primo dei suoi otto intercetti in carriera.
Il 15 aprile 2000, Taylor firmò un rinnovo contrattuale di un anno per un valore di un milione di dollari, totalizzando 14,5 sack e venendo convocato per il suo primo Pro Bowl. Per queste prestazioni fu premiato come con un nuovo contratto di sei anni per valore di 42 milioni di dollari. Nel 2002, Taylor guidò la NFL e pareggiò il record di franchigia con 18,5 sack, venendo inserito nella formazione ideale della stagione All-Pro, facendo ritorno al Pro Bowl, convocazione ottenuta anche dopo i 13 sack dell'anno successivo.
Il 1º marzo 2004, Taylor acconsentì a ristrutturare il proprio contratto in modo da liberare spazio nel salary cap. Nel 2006 disputò una delle migliori stagioni della carriera, totalizzando 13,5 sack, 9 fumble forzati, 2 recuperati e 2 intercetti, entrambi ritornati in touchdown, che gli valsero il premio di miglior difensore dell'anno della NFL, superando il cornerback dei Denver Broncos Champ Bailey per 22 voti a 16. L'anno successivo, per la sesta volta in carriera andò in doppia cifra coi sack.

### Washington Redskins
Il 20 luglio 2008, Taylor venne scambiato coi Redskins in cambio della 2ª scelta del draft NFL 2009 e della 6ª scelta del draft NFL 2010. Il 2 marzo 2009 venne svincolato perché rifiutatosi di partecipare a vari programmi durante il ritiro pre-stagionale, affermando di essere rimasto in Florida per potere passare del tempo vicino alla famiglia.

### Ritorno ai Dolphins
Il 13 maggio 2009, Taylor firmò un contratto di un anno del valore di 1,1 milioni di dollari, più 400.000 dollari di incentivi, per fare ritorno ai Dolphins. Il 1º novembre stabilì un record NFL con il suo sesto touchdown su ritorno di fumble in carriera, un primato che condivideva con Jessie Tuggle.

### New York Jets
Dopo esser divenuto unrestricted free agent, Taylor il 20 aprile 2010 firmò con i New York Jets. Il 28 settembre, con un sack su Tom Brady, arrivò a quota 128,5 in carriera, entrando tra i primi dieci di tutti i tempi. La sua stagione si chiuse a quota 132,5, ottavo di tutti i tempi alla pari con Lawrence Taylor e Leslie O'Neal. Il 28 febbraio 2011 venne svincolato.

### Terza volta con i Dolphins
Il 1º agosto 2011, Taylor tornò nuovamente con i Dolphins. Durante una sconfitta coi Philadelphia Eagles mise a segno due sack su Michael Vick, arrivando al sesto posto di tutti i tempi, superando gli Hall of Famer John Randle e Richard Dent. Il 28 dicembre 2011 annunciò il suo ritiro dall'attività agonistica, divenendo un analista televisivo.

## Palmarès
- Miglior difensore dell'anno della NFL: 1

2006
- Convocazioni al Pro Bowl: 6

2000, 2002, 2004, 2005, 2006, 2007
- First-team All-Pro: 3

2000, 2002, 2006
- Second-team All-Pro: 1

2001
- Difensore del mese della AFC: 3

ottobre e novembre 2002, novembre 2006
- Difensore della settimana della AFC: 7
- PFWA All-Rookie Team - 1997
- Leader della NFL in sack: 1

2002
- Leader della NFL in fumble forzati: 1

2006
- Club dei 100 sack
- Miami Dolphins Honor Roll
- Pro Football Hall of Fame (Classe del 2017)

## Statistiche
| Partite totali      | 233   |
| Partite da titolare | 199   |
| Tackle              | 578   |
| Sack                | 139,5 |
| Intercetti          | 8     |
| Fumble forzati      | 47    |
| Fumble recuperati   | 29    |

## Vita privata
Il figlio di Taylor, Mason, gioca come tight end per i New York Jets.